# Нафтова свердловина

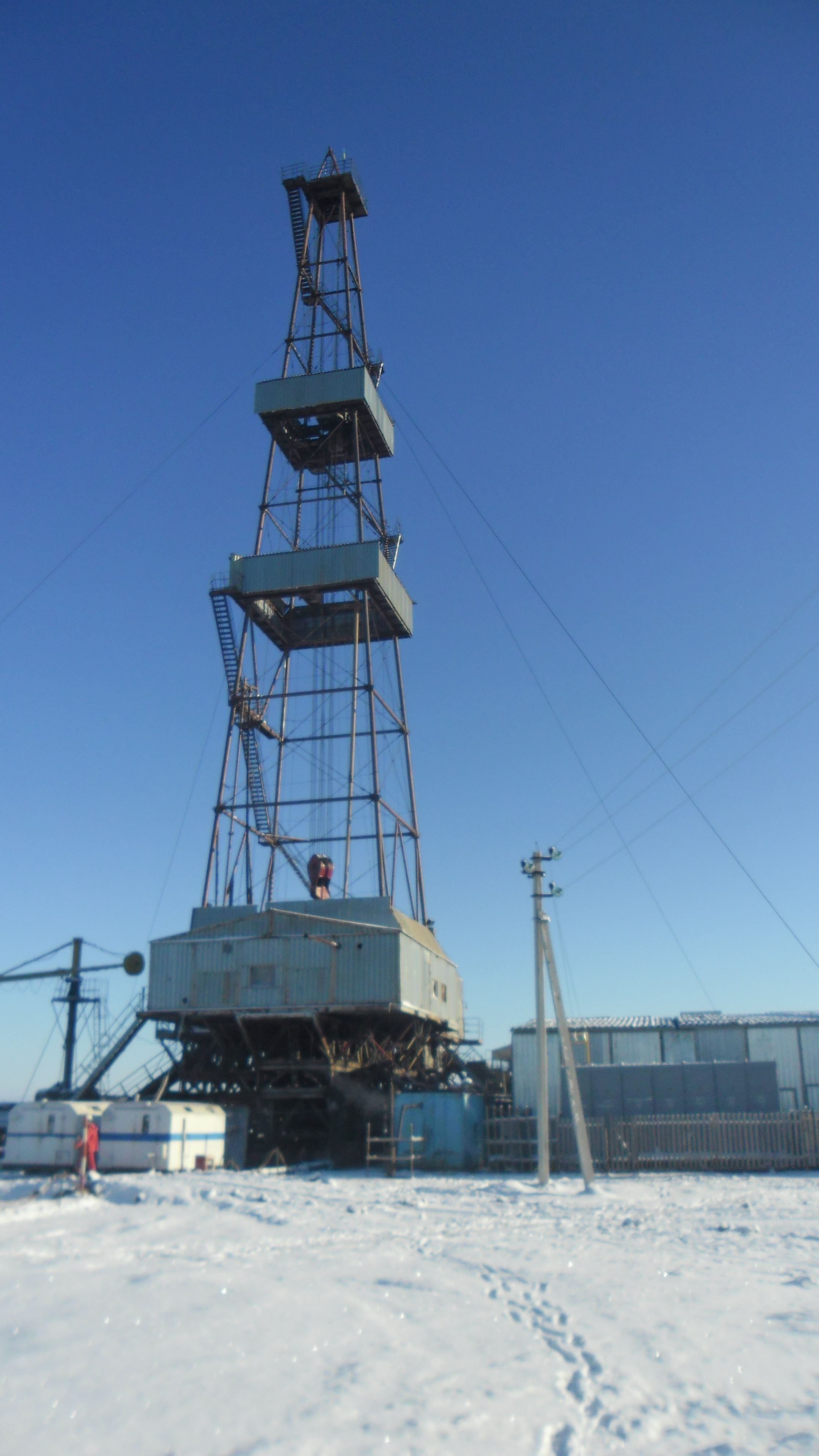
Бурова вежа ВБ53-320.

Нафтова свердловина (англ. oil well; нім. Erdölbohrung f, Erdölsonde f) — свердловина, що призначена для розкриття нафтового покладу і видобування з нього нафти і нафтового газу.

## Різновиди
Нафтові свердловини поділяють на видобувні, нагнітальні, оціночні, п'єзометричні і спостережні.

## Конструкція
Конструкція нафтових свердловин вибирається виходячи з особливостей геологічної будови родовища, глибини розташування покладу, призначення свердловини та інших факторів. Конструкція і обладнання видобувних свердловин, крім того, залежать від способу видобування нафти (див. також газліфт, насосне видобування, фонтанне видобування нафти).
Середня глибина свердловин на нафту становить від 2 до 3 км.
У вертикальному розрізі свердловини розрізняють початок (гирло), стовбур і кінець (вибій).

## Розміщення нафтових свердловин на площі нафтового покладу
Кількість і розміщення нафтових свердловин на площі нафтового покладу визначається при складанні проекту його розробки залежно від геологічної будови покладу, властивостей порід-колекторів і пластової нафти, а також від вибраної для даних умов системи розробки.

## Буріння нафтових свердловин
Свердловини споруджуються шляхом послідовного буріння гірських порід, видалення розбуреного матеріалу і зміцнення стінок свердловини від руйнування. Для буріння застосовуються бурові верстати, бурові долота та інші механізми.

## Вартість
Берегові свердловини можуть бути значно дешевшими, особливо якщо родовище знаходиться на невеликій глибині, де вартість варіюється від менше 4,9 до 8,3 мільйона доларів, а середнє будівництво коштує від 2,9 до 5,6 мільйона доларів за свердловину.